# Нижнерусский
Нижнеру́сский — хутор в Шпаковском районе (муниципальном округе) Ставропольского края России.
До 16 марта 2020 года входил в состав Верхнерусского сельсовета.

## География
Расстояние до краевого центра: 16 км. Расстояние до районного центра: 14 км.

## Население
| 1925 | 1926 | 1989 | 2002 | 2010 | 2013 | 2014 |
| ---- | ---- | ---- | ---- | ---- | ---- | ---- |
| 505  | ↗527 | ↘453 | ↗671 | ↗696 | →696 | ↗700 |

По данным переписи 2002 года, 84 % населения — русские.

## Памятники
- Братская могила воинов, погибших за власть советов. 1918—1920, 1924 годы[11]

## Кладбища
В границах хутора находятся 2 общественных открытых кладбища (ул. Курильская, 20а и ул. Центральная, 92).